# Cougar C28S
Chronologie des modèles
Cougar C26S Courage C30LM
La Cougar C28S est une voiture de course construite par Courage Compétition destinée à concourir aux 24 Heures du Mans et aux 24 Heures de Daytona. Quatre châssis ont été assemblés et ont couru.

## Résultats sportifs
| Course               | Date           | no | Écurie              | Pilotes                                     | Châssis                            | Classement |
| Course               | Date           | no | Écurie              | Pilotes                                     | Moteur                             | Classement |
| -------------------- | -------------- | -- | ------------------- | ------------------------------------------- | ---------------------------------- | ---------- |
| 24 Heures de Daytona | 2 au 3 février | 12 | Courage Compétition | François Migault David Tennyson Tomas Lopez | C28S-007                           | 35e        |
| 24 Heures de Daytona | 2 au 3 février | 12 | Courage Compétition | François Migault David Tennyson Tomas Lopez | Porsche Type-935 3.0L Turbo Flat-6 | 35e        |
| 24 Heures de Daytona | 2 au 3 février | 13 | Courage Compétition | Pascal Fabre Lionel Robert Bob Wollek       | C28S-005                           | 26e        |
| 24 Heures de Daytona | 2 au 3 février | 13 | Courage Compétition | Pascal Fabre Lionel Robert Bob Wollek       | Porsche Type-935 3.0L Turbo Flat-6 | 26e        |

| Course            | Date          | no | Écurie              | Pilotes                                      | Châssis                            | Classement |
| Course            | Date          | no | Écurie              | Pilotes                                      | Moteur                             | Classement |
| ----------------- | ------------- | -- | ------------------- | -------------------------------------------- | ---------------------------------- | ---------- |
| 24 Heures du Mans | 20 au 21 juin | 54 | Courage Compétition | Bob Wollek Henri Pescarolo Jean-Louis Ricci  | C28S-008                           | 6e         |
| 24 Heures du Mans | 20 au 21 juin | 54 | Courage Compétition | Bob Wollek Henri Pescarolo Jean-Louis Ricci  | Porsche Type-935 3.0L Turbo Flat-6 | 6e         |
| 24 Heures du Mans | 20 au 21 juin | 55 | Courage Compétition | Pascal Fabre Lionel Robert Marco Brand       | C28S-006                           | Abandon    |
| 24 Heures du Mans | 20 au 21 juin | 55 | Courage Compétition | Pascal Fabre Lionel Robert Marco Brand       | Porsche Type-935 3.0L Turbo Flat-6 | Abandon    |
| 24 Heures du Mans | 20 au 21 juin | 56 | Courage Compétition | Tomas Saldaña Denis Morin Jean-François Yvon | C28S-005                           | Abandon    |
| 24 Heures du Mans | 20 au 21 juin | 56 | Courage Compétition | Tomas Saldaña Denis Morin Jean-François Yvon | Porsche Type-935 3.0L Turbo Flat-6 | Abandon    |